# Virey-sous-Bar
Virey-sous-Bar é uma comuna francesa na região administrativa de Grande Leste, no departamento de Aube. Estende-se por uma área de 10,85 km². Em 2010 a comuna tinha 623 habitantes (densidade: 57,4 hab./km²).